# Картмелский приорат
Картмелский приорат (англ. Cartmel Priory) — приходская англиканская церковь в деревне Картмел (Камбрия, ранее Ланкашир). Памятник архитектуры Англии I класса.

## История

### Приорат
Августинский приорат святой Марии и архангела Михаила основан в 1190 году Уильямом Маршалом, 1-м графом Пембрук, который даровал приорату целый фьеф округа Картмел. Первый приор и 12 каноников были из Браденстокского приората в Уилтшире.
В промежутке 1327 и 1347 годов с южной стороны устроена капелла лорда Харрингтона с четырьмя окнами с готическим переплётом. Даритель был похоронен в церкви. В 1330—1340 годах построено надвратное здание — единственная сохранившаяся часть приората, кроме церкви.
В XV—XVI веках в церкви начались обширные строительные работы. Отчасти причиной стала ветхость по естественным причинам северной части. При этом группа ланцетных окон в восточной оконечности церкви была заменена огромным витражом, на хорах сделаны мизерикордии, увеличена башня, причём весьма необычно: надстройка повёрнута относительно основания на 45°, чего в Англии больше нигде нельзя увидеть. В XVI веке сделана алтарная преграда.
Мизерикордии 1440 года весьма ценны. Среди них трёхголовый зелёный человек, вероятно, изображающий дьявола.

### Роспуск
Когда Генрих VIII начал роспуск монастырей, 10 каноников сдались на милость короля в 1536 году. В результате Благодатного паломничества приорат был в числе 16-ти тут же восстановленных обителей. Приор Ричард Престон, однако, не стал на сторону восставших и бежал к королевским войскам под командованием Эдуарда Стэнли. Пенсии ему не хватало, и он был вынужден просить помощи у благотворителей. Другие же, присоединившиеся к восставшим, были повешены вместе с десятерыми поддержавшими их жителями деревни.
Древняя обязанность приората определять Королевского проводника через пески эстуария залива Моркамб-бэй была передана герцогу Ланкастерскому. Эта существующая до настоящего времени официальная должность с ныне символической оплатой даёт право проживать в 700-летнем доме и водить экскурсии по песчаной литорали залива.

### Приходская церковь
При роспуске было приказано разобрать до уровня земли стены церквей и всех монастырских построек и продать стройматериалы в доход короны. Тем не менее, в Картмеле ещё при основании был устроен алтарь для деревни, и основателем Уильямом Маршалом учреждена должность священника для этого алтаря, и поэтому жители деревни просили оставить церковь как единственное их место поклонения Господу. Просьба была удовлетворена.
Несмотря на это, свинец с кровли нефа был всё-таки снят и продан, поэтому приходская церковь заняла хоры монастырской. В 1618 году хозяин близкого поместья Холкер-холл Джордж Престон профинансировал новую крышу. В 1643 году в деревне стояла часть Круглоголовых, которые по своему обычаю устроили в церкви стойла для лошадей. Память об этих событиях сохраняют пулевые отверстия в юго-западной двери нефа.
Надвратное здание приората после роспуска использовалось в качестве тюрьмы, а после продажи приходу в 1624 году его до 1790 года занимала начальная приходская школа.

### XIX—XX века
К 1830 году церковь обветшала и была отремонтирована «с большим энтузиазмом и малым почтением». В 1850 году устроен новый кессонный потолок на средокрестии, одновременно пол для звонницы.

В 1867 году церковь реставрировал архитектор Эдуард Грэм Палей. Описание работ содержится в Вестморленд-газет от 28 сентябюря 1867 года: 
Старые закрытые скамьи и галереи из нефа и трансептов убраны и заменены новыми дубовыми лавками. Вековые наслоения штукатурки и побелки счищены совершенно со стен, столбов и арок церкви. Раскрыта и отреставрирована древняя дубовая кровля с открытыми стропилами, на протяжении веков спрятанная за оштукатуренным потолком. Во все окна встевлены стёкла витражной мастерской Hartley’s. Изготовлены новые каменные купель, аналой и кафедра. Купель квадратная, украшенная профилировками, филёнками, резьбой и драпировкой, стоит на мраморной колонне. Кафедра восьмиугольная на марморных колонках, по трём сторонам филёнки с профилировками и резными головами Спасителя и святых Петра и Павла. На хорах построен новый орган.
В 1923 году в надвратном здании устроен музей и пространство для собраний и выставок. В 1946 году оно передано Национальному фонду.
Церковь является действующей приходской англиканской церковью в составе округа Уиндермир в архидиаконстве Уэстморленда и Фёрнесса Карлайльской епархии. Бенефиция включает несколько деревенских приходов и занимает весь Картмелский полуостров.

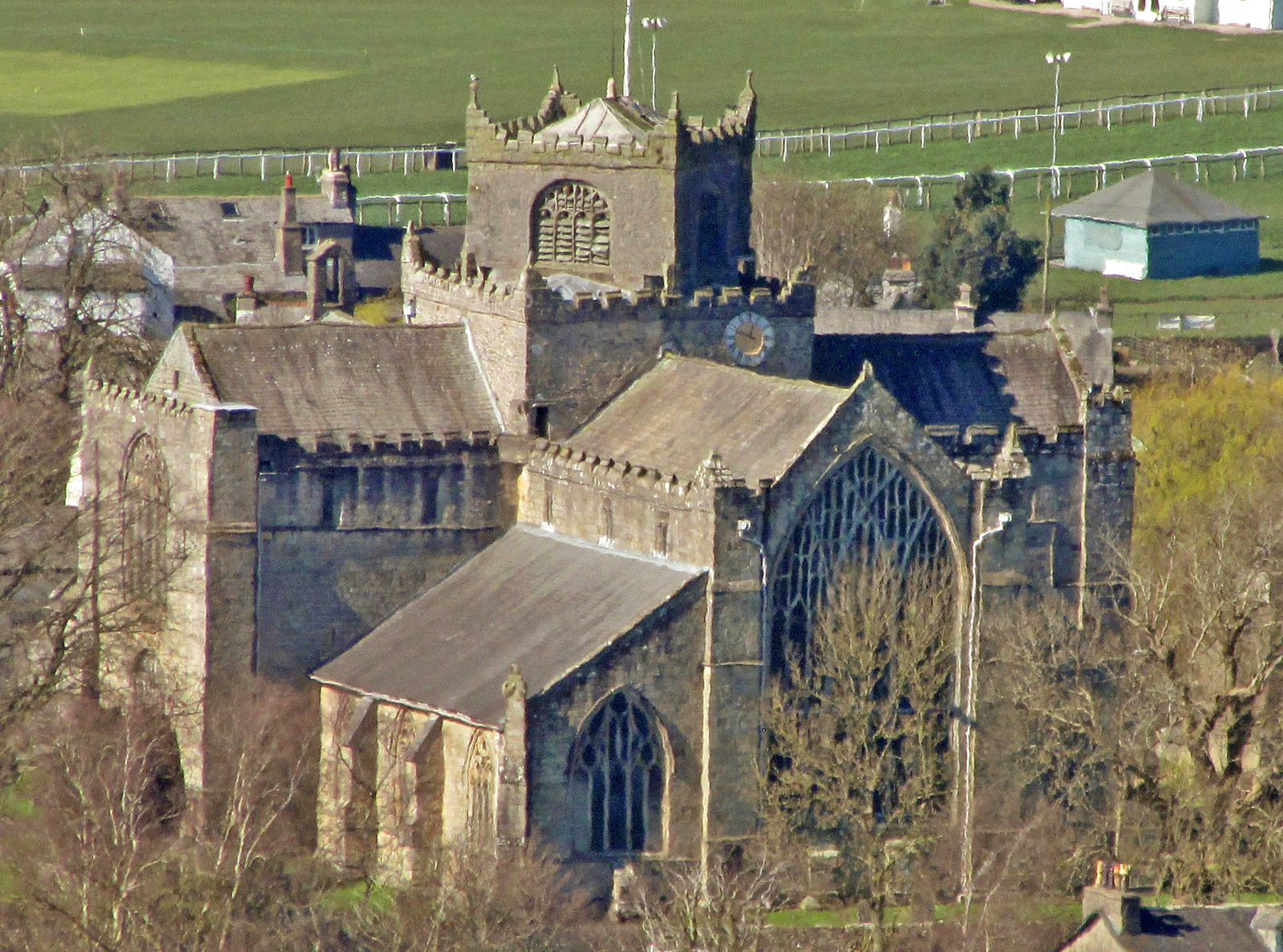
Вид с востока
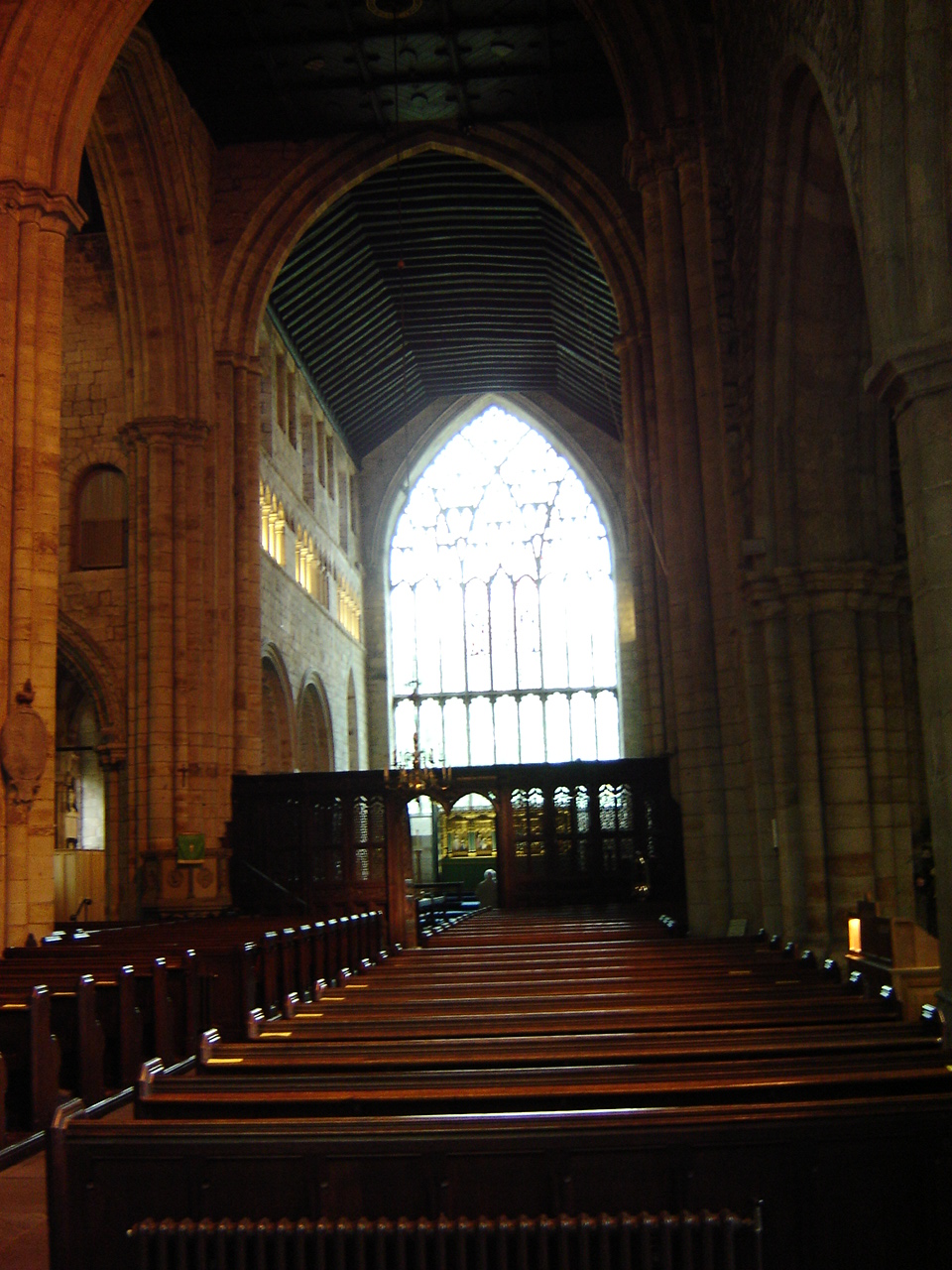
Интерьер (2007)
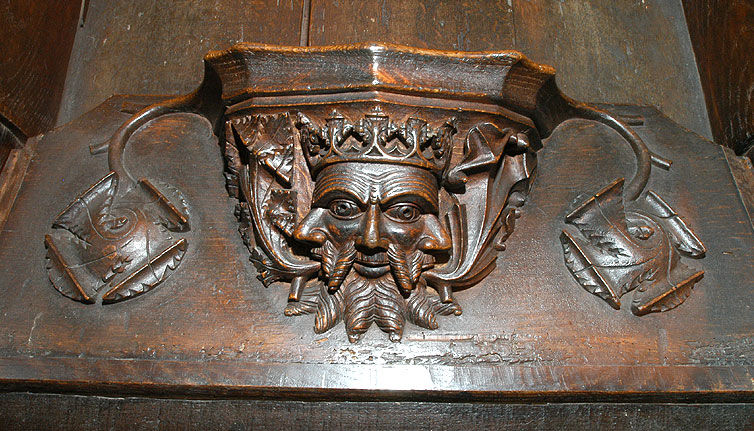
Мизерикордия с зелёным человеком
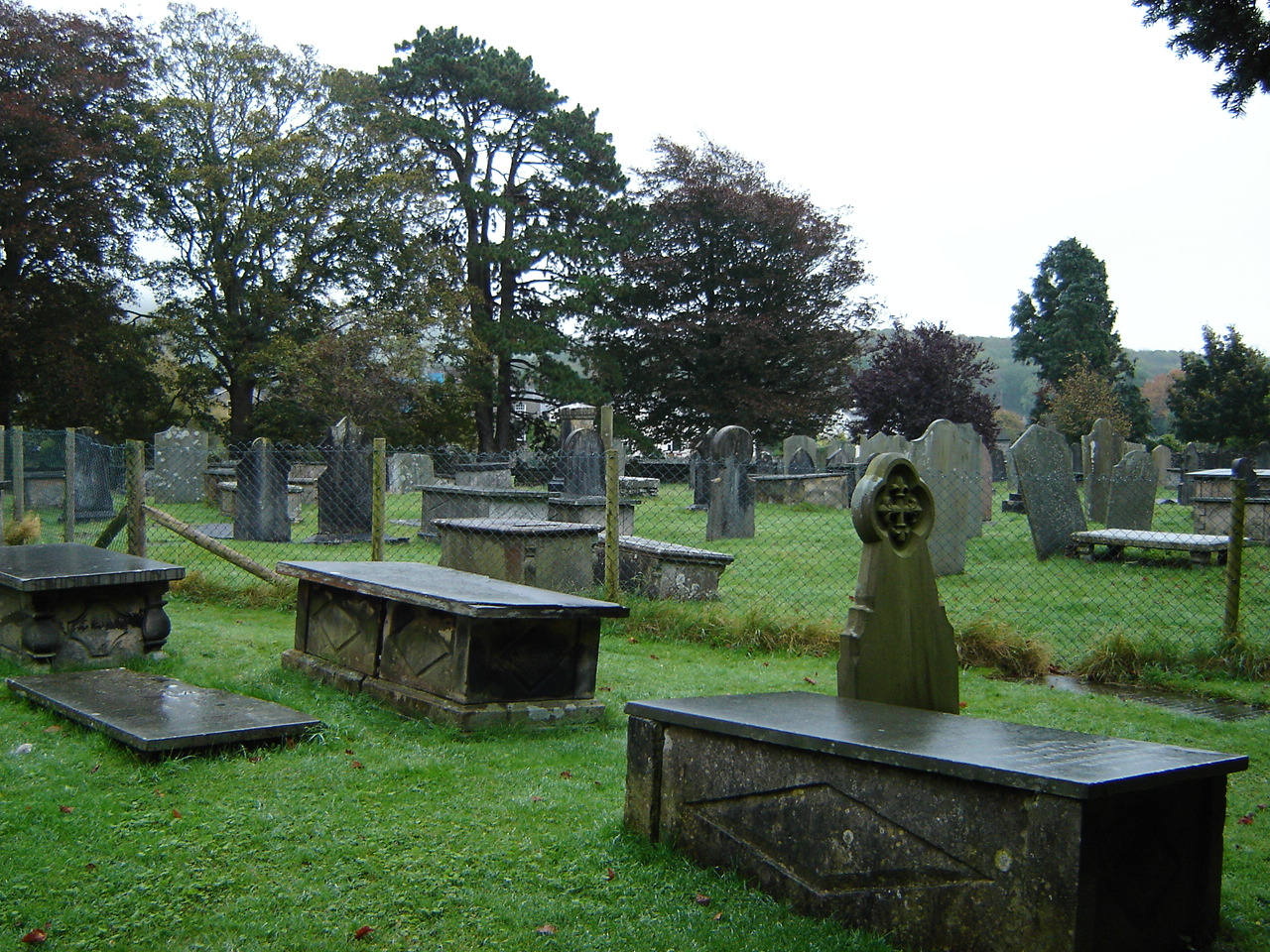
Кладбище (2007)
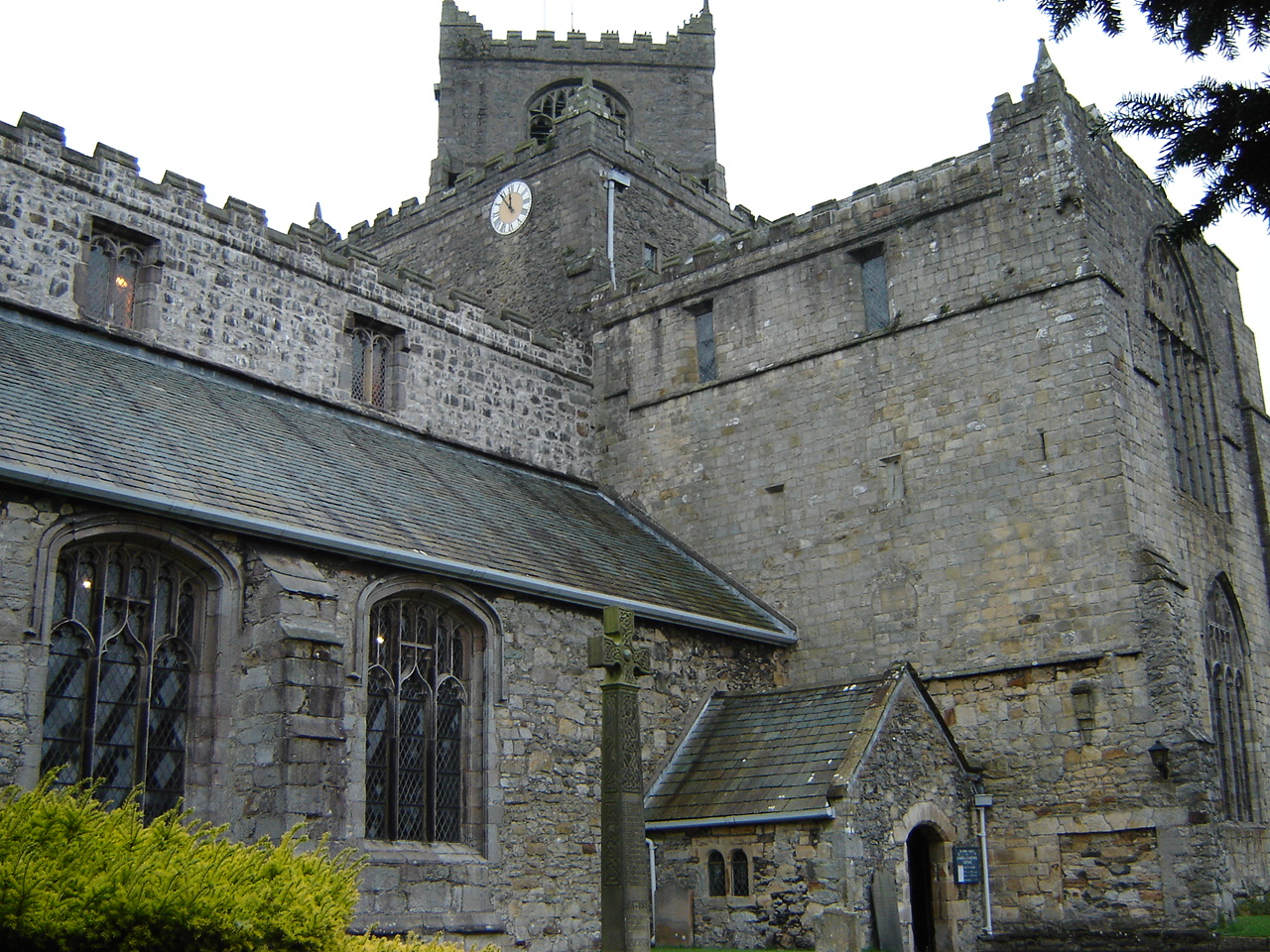
Вид с юго-запада (2007)

## Орган
Орган манчестерского мастера Ф. Джардина построен в 1867 году. Его инаугурацию описывает Вестморленд-газет от 28 сентября 1867 года: 
способности органа проверены мистером Стивенсом из церкви Святой Троицы в Манчестере. Было решено, что там, где в книге отмечена свобода, произносить молитву или петь, нашу прекрасную службу будет петь один из лучших манчестерских хоров под аккомпанемент одного из лучших органистов-любителей Северной Англии. Мистер Джардин организовал визиты мистера Жюля и хора св. Петра, но Епископ настроен категорически против музыки на службе, опасаясь воздействия её на молящихся, так что прихожане Картмела были лишены заведомо предвкушённого удовольствия. 
В 1969 году орган ремонтировался фирмой Rushworth and Dreaper из Ливерпуля и в 2005 году йоркской фирмой Principal Pipe Organs.
Он состоит из 45 регистров (от 32-футовых) на трёх 56-клавишных мануалах (Позитив, Хауптверк и Швеллер) и 32-клавишной педали. Дутьё электрическое.

## Колокола
Звонница церкви шестиголосная. Четыре старейших колокола (2 от 1661 и по одному 1726 и 1729 годов) в сочетании с двумя малыми 1392 года отливки образуют «старую шестёрку», также имеется четыре «новых» колокола 1987 года отливки.